# فنوکسی بنزامین
فنوکسی بنزامین (به انگلیسی: Phenoxybenzamine hydrochloride)
رده درمانی: آلفابلوکر- بلوک‌کننده سمپاتیک
اشکال دارویی: کپسول و آمپول

## موارد مصرف
فنوکسی بنزامین برای بلوک گیرنده‌های آدرنرژیک آلفا به خصوص کنترل‌افزایش ناگهانی فشارخون در فئوکروموسیتوم مصرف می‌شود. فنوکسی بنزآمین به علت تأثیرش در کاهش انقباض عروقی ناشی از آدرنالین، به عنوان یک عامل کاهنده فشارخون عمل می‌کند. در سندرم رینود و سرمازدگی نیز کاربرد دارد.

## مکانیسم اثر
فنوکسی بنزامین، یک داروی‌مسدودکننده غیر اختصاصی گیرنده آلفا ـ آدرنرژیک بسیار قوی با مدت اثر طولانی است. فنوکسی بنزآمین با گیرنده‌های آدرنرزیک ایجاد یک پیوند کووالان دائمی می‌کند و سبب ایجاد یک انسداد غیرقابل برگشت و غیر رقابتی می‌شود.

## عوارض جانبی
هیپوتانسیون ارتواستاتیک، میوز، احتقان بینی، سرگیجه و خستگی، اختلالات گوارشی، جلوگیری از انزال،استفراغ، نامنظمی یا تندی ضربان قلب.

## ایزومری فضایی
فنوکسی بنزامین شامل یک استریو سنتر است، به طوری که دو انانتیومر، فرم ( R ) - و فرم ( S ) وجود دارد. همه داروهای تجاری حاوی دارو به عنوان racemate هستند.
| انانتیوم‌های فنوکسی بنزامین | انانتیوم‌های فنوکسی بنزامین |
| -------------------------- | -------------------------- |
| CAS-Nummer: 71799-91-2     | CAS-Nummer: 71799-90-1     |